# WWF Rage in the Cage
WWF Rage in the Cage é um jogo de wrestling profissional lançado em 21 de dezembro de 1993. É um spin-off dos jogos lançados pela LJN baseados na WWF, a jogabilidade e o estilo gráfico são os mesmos em WWF Royal Rumble para o Super NES e Sega Genesis.

## Características
Rage in the Cage foi o primeiro jogo da WWF a apresentar imagens de vídeo real na forma de clipes de FMV visto no vídeo de abertura do jogo, como clipes de movimentos dos lutadores podem ser visualizados na tela de seleção do lutador. Além disso, o jogo traz apresentações de áudio por Howard Finkel . No entanto, para a música do jogo, os desenvolvedores não tiraramdos proveito do formato CD, pois se assemelha a música sintetizada de 16-bit do jogos da época. Rage in the Cage possui 20 lutadores, sendo o mais visto em um jogo da WWF até aquele momento (esse número não seria ultrapassado até WWF Attitude, que foi lançado seis anos depois).

## Jogabilidade
Cada lutador pode executar socos e chutes, vários movimentos de luta, running attacks, e um signature finishing. Também estão disponíveis chokeholds, que só pode ser feito fora do ringue ou, se o árbitro não estiver presente.
Diversas variações de lutas estão disponíveis. Uma luta One Fall o jogador vence quando executa um pinfall. Numa partida Brawl, não há árbitro, não há count-out, e golpes ilegais podem ser executados em todos os momentos. O jogo só termina quando a energia de um lutador se esgota. A Cage Match coloca os lutadores dentro de uma steel cage, e para vencer a luta o jogador deve sair da steel cage. Também está disponível um modo de torneio, onde o jogador escolhe um lutador e deve derrotar todos os outros lutadores em lutas One Fall para tornar-se WWF Champion. Após o fim da última luta, um clipe  do lutador celebrando a vitória é mostrado.
Não há modos de tag team, apesar da inclusão de tag teams no jogo. As tag teams do jogo são: The Headshrinkers (Fatu e Samu), Money Incorporated ("Million Dollar Man" Ted DiBiase e Irwin R. Schyster, e The Nasty Boys (Brian Knobs e Jerry Sags).